# Zdeslav Vrdoljak
Zdeslav Vrdoljak(Split,15 de março de 1971) é um ex-jogador de polo aquático croata.Disputou os Jogos Olímpicos de Verão de 1992,em Barcelona,e recebeu a medalha de prata junto com a seleção croata.

## Títulos
- Jogos Olímpicos de Verão de 1992(Prata)-Seleção Croata